# Nemopistha eretmoptera
Nemopistha eretmoptera is een insect uit de familie van de Nemopteridae, die tot de orde netvleugeligen (Neuroptera) behoort. 
Nemopistha eretmoptera is voor het eerst wetenschappelijk beschreven door Navás in 1911.